# Archeologic
『archeologic』（アーキオロジック）は、delofamiliaの4枚目のオリジナル・アルバム。2013年3月13日にリリース。

## 解説
廣山直人、Rie fuによるプロジェクトであるdelofamiliaの4枚目のアルバム。4月9日から3rdアルバム『archeologic』を引っ提げたdelofamiliaで2年ぶりのTOURを行った。

## 収録曲

### CD
1. In the Groove
2. In a Zoo
3. Crimes
4. Delicious
5. Globalism Calls
6. Weep
7. Isolation
8. Your Money
9. Beyond Hello
10. Why So Lonely?